# Travuniidae
Travuniidae es una pequeña familia de Opiliones con poco más de diez especies descriptas, en el suborden Laniatores.

## Descripción
Travuniidae miden a los sumo tres mm de largo, sus patas son delgadas y poseen pedipalpos con numerosas espinas.

## Distribución
Se han encontrado Travuniidae en Europa, Japón y los Estados Unidos. Si bien algunos fueron descriptos en Eslovenia, estos registros son erróneos.

## Relaciones
Travuniidae se encuentran muy relacionados con Cladonychiidae; y hasta es posible que Travuniidae sea parafilético con respecto a dicha familia.

## Especies

### Peltonychiinae
- Peltonychia Roewer, 1935

- Peltonychia leprieurii (Lucas, 1860) — Buco Dell'Orso (caverna, norte de Italia)
- Peltonychia posteumicola (Roewer, 1935)
- Peltonychia gabria Roewer, 1935
- Peltonychia tenuis Roewer, 1935

### Travuniinae
- Abasola Strand, 1928

- Abasola troglodytes (Roewer, 1915) — Dalmacia
- Abasola sarea Roewer, 1935 — Pirineos
- Abasola hofferi Silhavy, 1937 — Yugoeslavia

- Arbasus Roewer, 1935

- Arbasus caecus (Simon, 1911) — sur de Francia

- Dinaria Hadzi, 1932 — paleartico
- Kratochvíliola Roewer, 1935 — paleartico

- Kratochvíliola navarica Roewer, 1935

- Speleonychia Briggs, 1974

- Speleonychia sengeri Briggs, 1974 — Estado de Washington

- Travunia Absolon & Kratochvíl, 1932

- Travunia jandai Kratochvíl, 1938 — Yugoslavia

### incertae sedis
- Yuria Suzuki, 1964 — Japón

- Yuria pulcra Suzuki, 1964

- Yuria pulcra pulcra Suzuki, 1964
- Yuria pulcra briggsi Suzuki, 1975

- Buemarinoa Roewer, 1956

- Buemarinoa patrizii Roewer, 1956 — Cerdeña